# Saunders-Roe SR.53
Le Saunders-Roe SR.53 était un prototype britannique d'intercepteur à propulsion mixte par turboréacteur et moteur-fusée, conçu par Saunders-Roe pour la Royal Air Force au début des années 1950. Tel qu'initialement prévu, le SR.53 aurait été utilisé comme appareil d'interception, utilisant sa propulsion par moteur-fusée pour rapidement prendre de l'altitude et aller à la rencontre de bombardiers ennemis effectuant des intrusions à grande vitesse au-dessus du territoire britannique. Après sa passe d'attaque, l'avion aurait pu rentrer à sa base en utilisant son turboréacteur, considéré comme le moyen de propulsion secondaire.
Bien que le SR.53 ait démontré des performances prometteuses pendant ses essais en vol, le besoin pour un tel appareil fut rattrapé par les avancées rapides dans la technologie des missiles sol-air, menant à une ré-étude de l'objectif principal de l'avion. En juillet 1960, le programme de développement fut formellement annulé, alors qu'un total de 56 vols d'essais avaient déjà été réalisés. Deux prototypes du SR.53 avaient été construits et utilisés pour les essais en vol. L'un d'eux fut détruit au cours d'un de ces vols, en juin 1958. L'autre, le premier appareil construit, survécut aux essais et fut préservé. Il est actuellement exposé au Musée de la Royal Air Force de Cosford, au Royaume-Uni.

## Conception et développement

### Contexte
La Seconde Guerre mondiale avait démontré au champ de bataille moderne l'importance du bombardement stratégique et, alors que la Guerre froide émergeait, le développement de défenses aériennes nouvelles et plus efficaces contre de larges vagues de bombardiers hostiles armés de bombes nucléaires devint une priorité pour de nombreuses nations. Pendant la guerre, l'Allemagne nazie avait développé de manière intensive ses propres avions propulsés par moteur-fusée pour améliorer ses capacités d'interception. Pendant les deux dernières années de la guerre, elle avait été capable de déployer des avions tels le Messerschmitt Me 163 Komet et le Bachem Ba 349 Natter qui, grâce à leur propulsion par moteur-fusée, démontrèrent des vitesses ascensionnelles sans précédent, leur permettant — en théorie — de rapidement décoller pour intercepter les bombardiers ennemis avant qu'ils atteignent leurs cibles. Comme les performances de ces appareils étaient devenues de mieux en mieux connues par les Alliés, les experts de la Royal Air Force (RAF) furent pressés de connaître et comprendre la technologie se cachant sous ces performances impressionnantes.
À la suite de la guerre, la technologie de fusées allemande fut étudiée en profondeur par divers membres des anciennes nations alliées. Le Royaume-Uni avait rapidement choisi de démarrer un programme visant à développer des moteurs-fusées à ergols liquides avec comme objectif d'aider les avions à accélérer pendant la phase de décollage, un procédé connu au sein de la RAF sous le nom de rocket-assisted take-off gear (RATOG), puis pendant la phase de montée jusqu'à l'altitude d'interception. En 1946, les travaux débutèrent sur deux nouveaux moteurs-fusées de construction britannique : le De Havilland Sprite, avec une poussée maximale de 22 kN, et l'Armstrong Siddeley Snarler, d'une poussée maximale de 8,9 kN. Ces moteurs faisaient usage d'ergols différents : le Sprite utilisait un monergol, le HTP, alors que le Snarler employait un mélange de méthanol, d'eau et d'oxygène liquide. Au début des années 1950, les deux moteurs atteignirent la phase des essais en vol. Toutefois, le besoin pour ces moteurs dans leur rôle d'amélioration des performances fut rapidement éclipsé par la performance sans-cesse améliorée des turboréacteurs, qui commençaient alors à être équipés de systèmes de postcombustion.
En mai 1951, faisant face au potentiel et à la menace posés par la flotte grandissante des bombardiers stratégiques soviétiques, ainsi que les armes atomiques nouvellement développées par cette nation, le Ministère de l'Air britannique (en anglais : Air Ministry) procéda à la rédaction d'un besoin opérationnel (OR, pour « Operational Requirement »), l'OR 301, qui décrivait les caractéristiques d'un intercepteur propulsé par moteur-fusée capable d'atteindre une altitude de 18 000 m en seulement 2 min 30 s. La plupart des requêtes de performances présentées par l'OR 301 étaient directement liées à l'anticipation des améliorations rapides des performances des avions adverses. Au début des années 1960, il fut en effet suspecté que les bombardiers soviétiques puissent être capables d'atteindre des vitesses supersoniques allant jusqu'à Mach 2, avec une altitude opérationnelle pouvant atteindre 24 000 m. Par conséquent, un intercepteur de défense performant pouvant participer aux mesures de la Nation pour contrer cette menace devrait être capable d'atteindre des vitesses similaires et devait disposer d'une vitesse ascensionnelle exceptionnellement élevée pour espérer atteindre des bombardiers de haute altitude à temps,.
Le développement des Sprite et Snarler avaient mené à l'éventualité du développement d'un moteur-fusée encore plus puissant comme système de propulsion envisagé pour un intercepteur de défense ponctuelle « viable ». Les besoins de l'OR 301 furent considérés onéreux, incluant une rampe de lancement et un atterrissage sur un patin et, avec l'accord des compagnies qui avaient effectué une approche pour répondre à un appel d'offres, la Specification F124T, qui autorisait une configuration à propulsion mixte, fut amendée. Le 21 février 1951, la Specification révisée F124T fut diffusée vers une demi-douzaine de constructeurs aéronautiques britanniques divers pour solliciter leurs propositions.

### Propositions et sélection

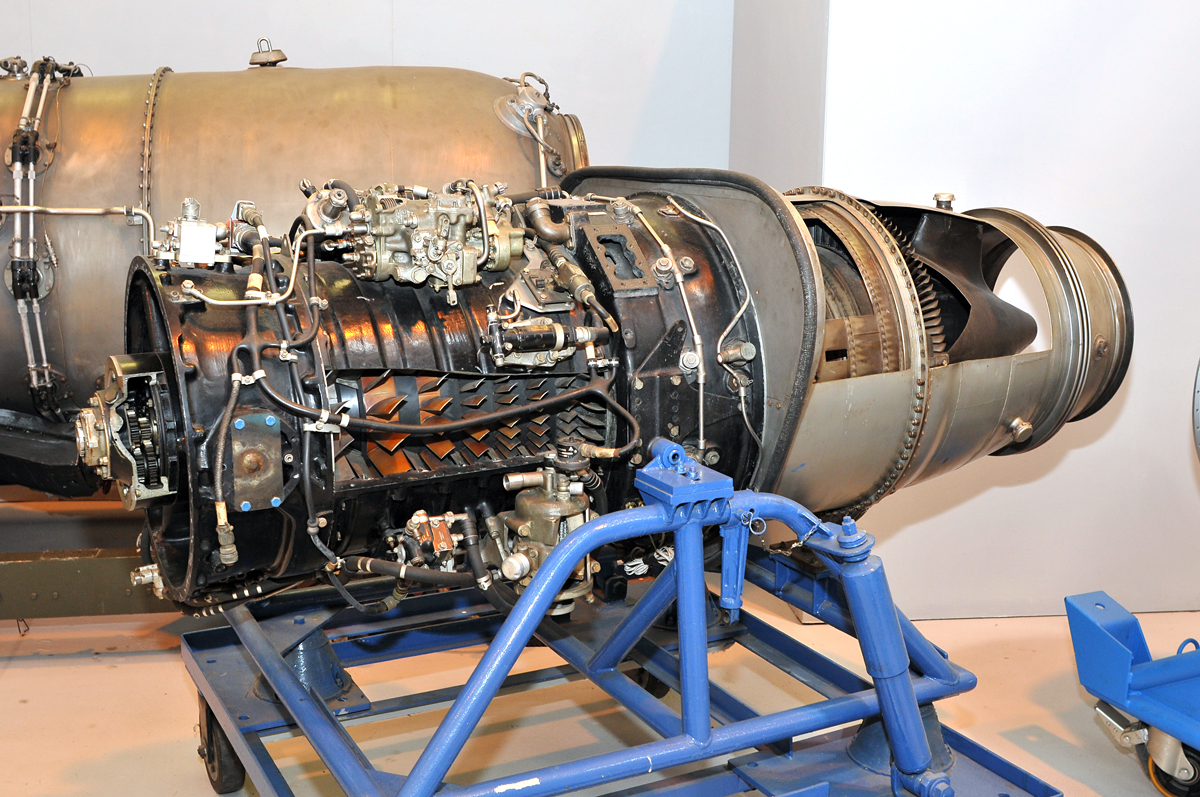
Le turboréacteur Armstrong Siddeley Viper.

Saunders-Roe n'avait pas fait partie des compagnies ayant reçu la Specification. Cela fut probablement dû au fait que le Ministry of Supply (en) (MoS, Ministère de l'Aprrovisionnement) ne les considérait pas comme « viables » pour ce type de projet, la firme ayant surtout un passé riche en conception d'hydravions. Toutefois, Saunders-Roe était en fait intéressé par le nouveau besoin opérationnel, ayant déjà mené indépendamment des études dans le domaine des vols à hautes vitesses et altitudes. Maurice Brennan (en), le concepteur en chef de la compagnie, avait déjà donné des directives aux membres de son équipe pour étudier les caractéristiques d'avions propulsés par moteur-fusée capables de voler à des altitudes atteignant 30 000 m et avait publié un document intitulé « Enquête sur les problèmes liés aux chasseurs propulsés par fusée » au même moment que le Ministère avait publié la Specification F124T,. Saunders-Roe contacta le Ministère sur son échec à suivre une conduite commerciale, pour le fait de n'avoir diffusé ni la Specification, ni même une invitation vers la société Saunders-Roe. Par conséquent, le 24 mars 1951, le Ministère demanda à la compagnie de proposer ses concepts, parmi ceux des autres compétiteurs.
À la fin du mois d'avril 1951, Saunders-Roe avait présenté sa proposition détaillée. Le monoplace proposé, désigné « SR.53 », était capable d'atteindre des vitesses très élevées, étant théoriquement capable d'une vitesse maximale de Mach 2,44 (2 550 km/h) à une altitude de 18 000 m et d'une vitesse ascensionnelle de 16 000 m/min à une altitude de 15 000 m . Un train d'atterrissage largable et des moteurs-fusées à base de cordite pourraient être utilisés pour les décollages. En cas d'urgence, la cabine aurait entièrement été éjectée, servant de système de sauvetage pour le pilote. En raison du travail nécessaire à son développement, cette cabine fut ensuite remplacée par un système à base de siège éjectable bien plus conventionnel. La société identifia rapidement les approches en vol plané pour revenir à la base comme étant dangereuses et coûteuses. Elle proposa donc au Ministère un engin équipé de deux moteurs, le deuxième très léger et à la poussée relativement modeste, ayant surtout pour but de ramener l'avion à sa base. Le Ministère fut enthousiasmé par cette idée et, en mai 1951, il fut demandé à toutes les compagnies intéressées d'examiner cette solution technique.

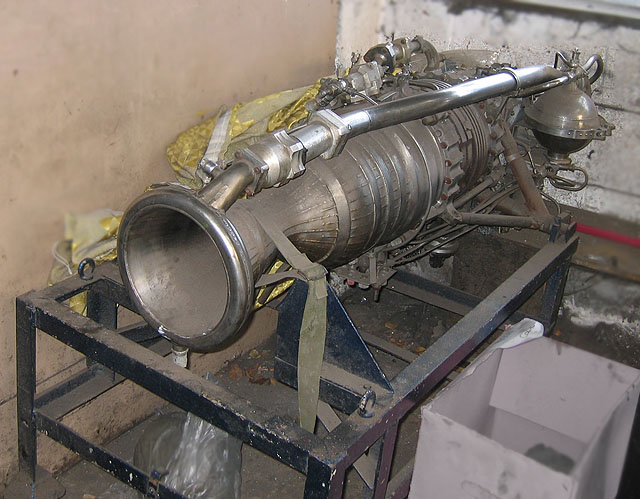
Un moteur-fusée De Havilland Spectre.

Le SR.53 était un avion aux lignes effilées, avec un nez très pointu, des ailes basses de type « delta » et une dérive en T,,. Il était propulsé par une combinaison d'un turboréacteur Armstrong Siddeley Viper et d'un moteur-fusée De Havilland Spectre (en), dont les échappements étaient montés l'un au-dessus de l'autre à l'arrière du fuselage en dessous de la queue,,. Saunders-Roe avait initialement proposé de développer son propre moteur-fusée pour propulser le SR.53, n'ayant au départ pas été séduite par la performance du Spectre ou du Screamer. Il fut toutefois reconnu que ce développement prendrait un temps non négligeable. En octobre 1952, la conception basique de l'avion avait été réalisée, remplaçant les ailerons et volets combinés de la première proposition par des volets à fente. Le moteur Viper fut repositionné plus haut et était suivi d'un conduit d'échappement droit, à la place du modèle sinueux du premier concept. La gouverne horizontale fut également rehaussée, étant désormais placée en haut de la dérive. La propulsion pendant les phases d'accélération jusqu'à l'interception devait être assurée par le moteur-fusée Spectre, produisant à lui-seul une poussée de 35,59 kN, alors que le retour à la base à faible vitesse devait être effectué à l'aide du turboréacteur Viper, qui ne développait qu'une poussée assez faible, de 7,13 kN.
Le 30 octobre 1952, la compagnie reçut du Ministère l'ordre de lancer la production de trois prototypes. Le 12 décembre 1952, de nouvelles retouches sur le concept menèrent à la publication de la Specification OR.337. Les changements de la spécification définie tournaient essentiellement autour de l'armement de l'appareil, adoptant les missiles air-air à guidage infrarouge Blue Jay, en remplacement des batteries de roquettes rétractables de deux pouces initialement prévues,,. Pendant les quatre premiers mois de l'année 1953, Saunders-Roe dut effectuer une reconception structurelle du fuselage des ailes et du train d'atterrissage du SR.53 , en raison d'une détermination par le Royal Aircraft Establishment (RAE) que l'aile nécessitait un dièdre négatif plus prononcé qu'initialement prévu.
Le 5 mai 1953, une conférence consultative technique fut tenue au Ministry of Supply, se focalisant sur le SR.53. Trois jours plus tard, un contrat formel pour la production des trois prototypes fut émis. En raison de doutes au sein de la RAF et du Ministère sur les moteurs et les carburants corrects à employer sur l'avion afin de répondre à la Specification, il fut décidé de publier une Specification modifiée, puis un contrat de développement, à A.V. Roe, qui commençait alors à travailler sur son propre intercepteur à moteur-fusée, désigné Avro 720 (en). Sur les six compagnies qui avaient effectué des propositions, deux furent sélectionnées pour des contrats de développement : A.V. Roe, avec le 720, et Saunders-Roe, avec le SR.53,.

### Problèmes et propositions
Dès la réception du contrat de production pour les trois prototypes, Saunders-Roe, reconnaissant qu'elle devrait battre le concurrent Avro 720 si le SR.53 devait survivre, mit en place un plan qui prévoyait un premier vol à effectuer en juillet 1954, ainsi qu'une date d'entrée en service en 1957,. Toutefois, l'auteur aéronautique Derek Wood observe que ces plans furent bien trop ambitieux, ne laissant pas le temps aux concepteurs de cerner toute la complexité de l'avion et ne tenant pas compte des potentiels délais de livraison du moteur Spectre, produit séparément. Des problèmes non résolus avec certains éléments du concept causèrent une série de contretemps, parmi lesquels un incident notable sous la forme d'une explosion se produisant lors d'essais au sol avec le moteur Spectre. La construction du premier prototype du SR.53 prît plus de temps que prévu, en partie à cause des problèmes de la société De Havilland à livrer le moteur Spectre dans les temps. L'installation des équipements auxiliaires prit également du temps. Par conséquent, le vol inaugural du SR.53 commença à dériver de plus en plus loin des prévisions initiales,.
La date du premier vol fut une première fois repoussée au mois de mars 1955, puis à l'année 1957. Des défis sans précédent furent posés par l'ergol HTP (du peroxyde d'hydrogène à forte concentration), incluant le développement de réservoirs de stockage et d'un mélangeur de carburant adaptés. En janvier 1954, le Ministère réduisit sa commande de trois prototypes du SR.53 à seulement deux, qui furent construits côte-à-côte dans l'usine de Saunders-Roe de Cowes. Le développement de l'Avro 720, le compétiteur du SR.53, se déroula plus calmement ; En 1956, son prototype fut virtuellement achevé et était envisagé comme capable de prendre l'air un an avant le SR.53, enlisé dans les ennuis.
En septembre 1953, le programme de développement de ces avions fut passé au crible, en raison d'un besoin de réduire les coûts liés à leur développement. Conséquence directe de cet examen, le programme de l'Avro 720 fut finalement annulé. L'une des raisons pour la préférence du SR.53 était que, bien que l'avion avait pris du retard, son utilisation du peroxyde d'hydrogène comme oxydant fut estimée comme étant moins problématique que l'emploi de l'oxygène liquide prévu sur l'Avro 720, qui posait des risques d'incendie. D'après Derek Wood, il y avait une préférence pour l'approche « HTP », telle qu'elle avait été employée par le SR.53, ainsi qu'un soihait de ne plus vouloir continuer à soutenir le développement de deux programmes de carburants différents. Toutefois, la validité de cette raison reste quelque-peu sujette à caution, car Avro était en train de proposer de basculer sur un avion utilisant du HTP et le même moteur Spectre que celui utilisé par le SR.53. Un autre facteur qui influença l'annulation fut l'hésitation de la RAF à soutenir l'un ou l'autre des deux projets. Le service avait apparemment souhaité attendre que les essais en vol aient été effectués avant de déterminer lequel aurait sa préférence.
À la fin de l'année 1953, Saunders-Roe commença à travailler sur un concept dérivé, qui fut désigné « SR.177 ». Brennan considérait que l'absence de radar embarqué sur les SR.53 et Avro 720 avait été un défaut catastrophique — bien que cet équipement ne fût pas intégré à la Specification — laissant le pilote dépendant de sa seule acuité visuelle et des indications fournies par les stations radar terrestre pour trouver sa cible. Brennan avait également été déçu de l'emploi qui avait été fait du turboréacteur. Il estimait qu'un moteur plus gros devait pouvoir procurer une vitesse de croisière supersonique à l'avion, alors que le moteur-fusée ne serait à la place utilisé que pour les montées, virages et accélérations rapides. Par conséquent, le SR.177 fut un avion bien plus gros et plus sophistiqué, capable d'une performance et d'un rayon d'action supérieurs à ceux du SR.53. I fut dimensionné pour embarquer un radar aéroporté utile, que Brennan avait estimé comme étant essentiel pour les opérations d'interception aux altitudes élevées auxquelles le nouveau chasseur devrait évoluer. Le nouvel avion, plus grand, devait également être développé en versions séparées : une pour la Royal Air Force, une pour un emploi naval par la Royal Navy et une pour l'Allemagne de l'Ouest. Saunders-Roe travailla en même temps sur le SR.53 et le SR.177, ce dernier étant développé dans un nouveau département nommé « High Speed Development Section ».

## Histoire opérationnelle

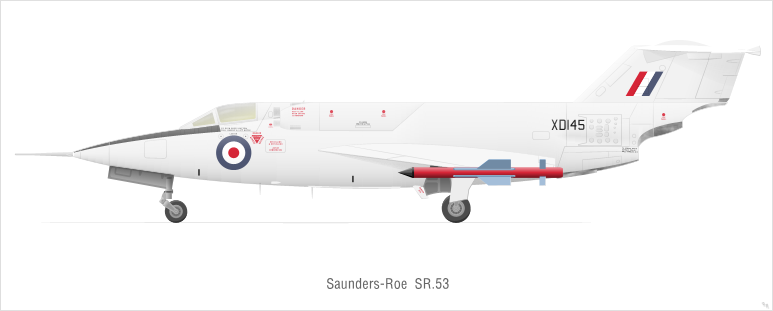
Dessin en couleurs du premier SR.53.

En octobre 1951, Saunders-Roe obtint des installations sur la base aérienne de Hurn (RAF Hurn), dans le Dorset, pour soutenir l'utilisation du site comme base pour les essais en vol du SR.53. Cette mesure avait été rendue nécessaire par le manque d'aérodromes adaptés sur l'Île de Wight, lieu où était basé la compagnie et à partir duquel elle menait habituellement ses développements. À ces fins, la société construisit un entrepôt de stockage de HTP sur le site de Hurn. Des aides radio spécialisées furent également installées et testées initialement à l'aide d'un Gloster Meteor spécialement modifié qui avait été prêté par le Ministère de l'Approvisionnement. Toutes ces installations ne furent finalement jamais utilisées, les essais en vol ayant en fait été centralisés sur la base aérienne de Boscombe Down (RAF Boscombe Down).
Le 28 juin 1956, le premier prototype achevé, le XD145, fut expédié pour assemblage par l'Aeroplane and Armament Experimental Establishment vers la base de Boscombe Down. Le 16 janvier 1957 fut réalisé le premier test au sol de son moteur-fusée Spectre. Ce test fut suivi, le 16 avril 1957, par le premier test au sol de son turboréacteur Viper. Le 9 mai 1957, le XD145 effectua le premier essai de roulage du SR.53.
Le 16 mai 1957, le Squadron leader (DFC) John S. Booth (en) prit les commandes du XD145 pour le premier essai en vol, suivi par le premier vol du second prototype (XD151), le 6 décembre 1957,,,. Les premières impressions lors des essais donnent « un avion extrêmement docile et excessivement agréable à piloter, avec des contrôles très bien harmonisés »,,. Les deux prototypes effectuèrent un total de 56 vols, pour une durée totale de 22 h 20 min, avec des vitesses de Mach 1,33 atteintes pendant les essais.
Lors des essais depuis la base de Boscombe Down, le XD151 s'écrasa pendant un décollage avorté le 5 juin 1958, au cours de son douzième vol. Apparemment faisant suite à une défaillance du moteur-fusée, l'avion a manqué de puissance pour décoller mais n'avait plus assez de longueur de piste pour freiner. Il a alors fini sa course par une sortie de piste, heurtant au passage un pylône en béton et explosant à l'impact, tuant le pilote d'essais John S. Booth,,,. Les essais continuèrement sur le XD150 — le premier prototype — avec le Lieutenant commander Peter Lamb aux commandes jusqu'au bout du programme d'essais en vol.,.

## Annulation
Il fallut attendre l'année 1957 avant que le premier SR.53 prenne l'air, soit juste un mois après la publication du célèbre Livret blanc de la Défense de 1957 (en), qui appelait à une profonde modification de la doctrine de défense aérienne du Royaume-Uni, essentiellement par le remplacement des avions de combat pilotés par des missiles. Dans le même intervalle de temps, les progrès sur le développement des moteurs à réaction avaient fait un grand bond en avant depuis les premières esquisses du SR.53, six ans auparavant. Ajouté au fait que les améliorations dans la technologie des radars signifiaient que désormais, n'importe-quel bombardier ennemi pouvait être détecté plus tôt, le besoin pour un appareil comme le SR.53 disparut presque totalement, et le projet fut annulé le 29 juillet 1960. Le troisième prototype ne fut jamais construit,,.

## Exemplaire préservé
Le premier appareil construit, XD150, survécut aux essais et fut préservé. Il est actuellement exposé au Musée de la Royal Air Force de Cosford, au Royaume-Uni.

## Utilisateurs
- Royaume-Uni :
  - Ministry of Supply.

## Specifications techniques
Données de Aviations-Militaires.net, The British Fighter since 1912.
Caractéristiques générales
- Équipage : 1 pilote
- Longueur : 13,72 m
- Envergure : 7,66 m (sans les missiles en bout d'ailes)
- Hauteur : 3,30 m
- Surface alaire : 25,5 m2
- Profil : RAE102
- Masse à vide : 3 360 kg
- Masse typique : 8 360 kg
- Masse maximale au décollage : 9 180 kg
- Moteur : 

  - Turboréacteur : 1 × turboréacteur sans postcombustion Armstrong Siddeley Viper 8 Mk.102 :
    - Poussée à sec : 7,3 kN.

  - Moteur-fusée : 1 × moteur-fusée à ergols liquides De Havilland Spectre (en) :
    - Poussée maximale : 35,7 kN.

 Performances 
- Vitesse maximale : Mach 2,2 à 10 950 m
- Vitesse de croisière : 320 km/h
- Plafond : 20 420 m
- Vitesse ascensionnelle : 270 m/s
- Charge alaire : 131,9 kg/m2
- Rapport poids-poussée : 

  - À vide : 0,52
  - À masse normale : 1,3
- Temps de montée en altitude :
  - Lâcher des freins vers 15 240 m : 2 min 12 s.
- Endurance : 7 minutes à pleine puissance.

Armement

- Points d'emports : 2 points d'emport pour missiles air-air en bouts d'aile
- Missiles : 2 Missiles air-air à courte portée De Havilland Firestreak guidés par infrarouges

Avionique

- Aucun radar